# Державний нагляд за охороною праці
Державний нагляд за охороною праці  – метод забезпечення дотримання законодавчих та інших нормативних актів про охорону праці.
Його здійснюють:
1. Управління Держпраці;
2. Державний комітет України з ядерної та радіаційної безпеки;
3. органи державного пожежного нагляду управління пожежної охорони Міністерства внутрішніх справ України;
4. органи та заклади санітарно-епідеміологічної служби Міністерства охорони здоров'я України.

Нагляд за дотриманням і належним застосуванням законодавства про охорону праці здійснює Генеральний прокурор України і підпорядковані йому прокурори. 
Органи Державного нагляду за охороною праці не залежать від будь-яких господарських органів, об'єднань громадян, політичних формувань, місцевих державних адміністрацій, Рад народних депутатів і діють відповідно до положень, затверджених Кабінетом Міністрів України. 
Посадові особи органів Державного нагляду за охороною праці (державні інспектори) мають право: 
- безперешкодно і в будь-який час відвідувати підконтрольні підприємства для перевірки дотримання законодавства про охорону праці, отримувати від власника необхідні пояснення, матеріали та інформацію з цих питань
- надсилати керівникам підприємств, посадовим особам, керівникам структурних підрозділів Ради Міністрів Автономної Республіки Крим, місцевих Рад народних депутатів, міністерств та інших центральних органів державної виконавчої влади обов'язкові для виконання розпорядження (приписи) про усунення порушень і недоліків у сфері охорони праці
- зупиняти експлуатацію підприємств, окремих виробництв, цехів, дільниць, робочих місць і обладнання до усунення порушень вимог щодо охорони праці, які створюють загрозу для життя або здоров'я працівників
- притягати до адміністративної відповідальності працівників, винних у порушенні законодавчих та інших нормативних актів з питань охорони праці
- надсилати власникам, керівникам підприємств подання про невідповідність окремих посадових осіб займаній посаді, передавати при необхідності матеріали органам прокуратури для притягнення їх до кримінальної відповідальності.

Органи Державного нагляду за охороною праці встановлюють порядок опрацювання і затвердження власниками положень, інструкцій та інших актів про охорону праці, що діють на підприємствах, розробляють типові документи з цих питань. Власник повинен безоплатно створити необхідні умови для роботи представників органів Д. н. за о. п. Посадові особи органів Д. н. за о. п. несуть відповідальність за виконання покладених на них обов'язків згідно із законодавством.